# Čalovec
Čalovec és un poble i municipi d'Eslovàquia que es troba a la regió de Nitra, al sud-oest del país. El 2022 tenia una població estimada de 1.098 habitants.

## Demografia
| Godina             | 1994 | 2004   | 2014   | 2024   |
| ------------------ | ---- | ------ | ------ | ------ |
| Nombre de persones | 1169 | 1177   | 1164   | 1109   |
| Diferència         |      | +0,68% | −1,10% | −4,72% |

| Godina             | 2023 | 2024   |
| ------------------ | ---- | ------ |
| Nombre de persones | 1122 | 1109   |
| Diferència         |      | −1,15% |